# 长铺镇 (宿松县)
长铺镇，是中华人民共和国安徽省安庆市宿松县下辖的一个乡镇级行政单位。

## 行政区划
长铺镇下辖以下地区：
长铺社区、荆安村、铁寨村、横山村、马塘村和桃源村。